# Zotac
A Zotac International Limited é uma empresa de hardware para computador localizada em Macau, produzindo eletrônicos para consumidores na forma de placas-mãe (primariamente nos formatos mini-ITX e mini-DTX), mini PCs, nettops, e placas de vídeo baseadas na Nvidia. A empresa é parte do PC Partner Ltd group e emprega mais de 6.000 pessoas ao redor do mundo, tendo sua sede situada em Macau e 40 unidades de montagem de tecnologia de montagem superficial (SMT) em Dongguan China.